# VL Myrsky
Il VL Myrsky fu un aereo da caccia monoposto, monomotore e monoplano ad ala bassa, sviluppato dall'azienda aeronautica finlandese Valtion Lentokonetehdas nei primi anni quaranta.
Impiegato dalla Suomen ilmavoimat, l'aeronautica militare del paese scandinavo, durante e dopo il termine della seconda guerra mondiale, fu il primo ed unico mezzo del suo genere costruito interamente in Finlandia durante il secondo conflitto mondiale. Il suo nome significa "tempesta" in finlandese.

## Storia del progetto

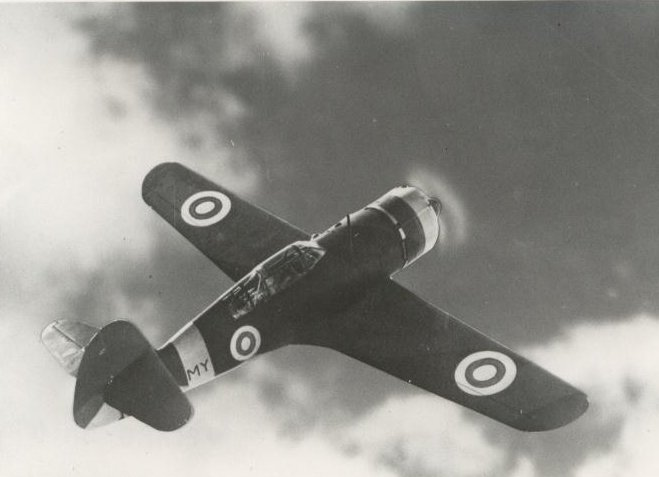
Un Myrsky II in volo.

Durante la Guerra d'inverno e la seconda guerra mondiale, la Suomen ilmavoimat, l'aeronautica militare finlandese, dipendeva esclusivamente dalle industrie belliche di altre nazioni. La maggior parte dei velivoli erano infatti forniti dagli alleati tedeschi e italiani, benché potesse annoverare tra le proprie file velivoli di produzione britannica, statunitense, olandese e persino sovietica.
Tuttavia la Valtion Lentokonetehdas (l'industria statale che rappresentava da sola la quasi totalità della produzione aeronautica nazionale), costruiva su licenza caccia olandesi Fokker D.XXI e bombardieri britannici Bristol Blenheim. Tuttavia i comandi finlandesi sentirono la necessità di avere un mezzo di produzione propria progettato appositamente per operare nel particolare teatro bellico scandinavo. L'8 giugno del 1939 il Ministero della Difesa commissionò il nuovo velivolo e si decise di affidare la progettazione al gruppo di tecnici guidato da Arvo Ylinen. Egli però dovette abbandonare il progetto quasi subito e fu sostituito dall'ing. Edward Wegeluis.
Il risultato fu il VL Myrsky I che volò per la prima volta nella primavera del 1942. Il velivolo però manifestò grossi problemi dovuti a debolezza strutturale, instabilità in volo e tendenza a perdere il rivestimento della fusoliera in particolari condizioni di sforzo. I quattro esemplari costruiti di questa versione vennero subito ritirati per studiarne i difetti e porvi rimedio con adeguate modifiche. Da questo ulteriore lavoro nacque il Myrsky II, costruito in 46 esemplari.

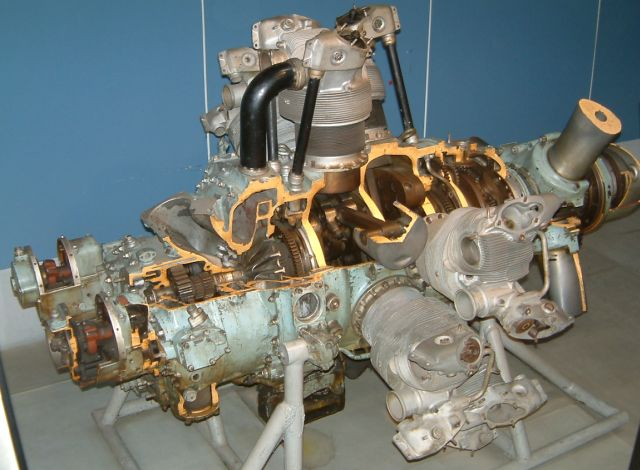
Un motore Pratt-Whitney R-1830.

## Tecnica
Il Myrsky era un monoplano ad ala bassa e carrello retrattile la cui struttura era in parte lignea e metallica per la fusoliera e lignea per le ali. Il rivestimento era metallico per la parte anteriore ed in compensato per quella posteriore.
Il motore era un Pratt & Whitney Twin Wasp SC3-G acquistato dalla Germania che, a sua volta, ne aveva ottenuti come bottino di guerra dai francesi.
L'armamento consisteva in 4 mitragliatrici Browning 53-2 calibro 12,7 mm, sparanti attraverso il disco dell'elica.

## Impiego operativo
Il velivolo entrò in produzione troppo tardi per poter partecipare efficacemente alle operazioni belliche contro i sovietici, per cui visto anche il sopraggiungere dell'armistizio fu impiegato in poche operazioni alcune delle quali contro l'ex alleato tedesco.

## Versioni
- VL Myrsky I: prototipo, 4 costruiti
- VL Myrsky II: modello di serie, 46 costruiti
- VL Myrsky III: non entrato in produzione

## Utilizzatori
Finlandia
- Suomen ilmavoimat